# Talulah Gosh
Talulah Gosh fue un grupo de indie-pop de Oxford, Inglaterra y una banda pionera del twee pop, tomando su nombre del título de una entrevista NME con Clare Grogan . El origen del grupo se remonta a cuando Amelia Fletcher y Elizabeth Price, ambas vistiendo insignias de The Pastels, se reunieron en un club en Oxford. Formado en 1986, su formación original era compuesta por Amelia Fletcher (voz, guitarra, compositor principal), su hermano menor Mathew Fletcher (batería), Peter Momtchiloff (guitarra solista), Rob Pursey (bajo) y Elizabeth Price (voz). Pursey salió muy temprano, siendo reemplazado por Chris Scott.

## Historia
El grupo hizo su debut en vivo el 7 de marzo de 1986, y más tarde el mismo año publicó un flexidisco en la flexidiscografía Sha La La y dos sencillos simultáneamente Edimburgo basado en la discografía 53rd & 3rd, «Beatnik Boy» y «Streaming Train»
"Beatnik de chicos" y "vapor de tren". 
Estos sencillos, especialmente el primero, fueron descaradamente cursi algo también reflejadas en los nombres que el grupo había adoptado para sí mismos: líder Amelia era "Marigold", mientras que Elizabeth se convirtió en "Pebbles".  Mathew Fletcher fue bastante menos halagadora apodado "Fat Mat ".  Su aparición llevó a que sean etiquetados como " anorak banda indie ".
Para su tercer sencillo, el grupo regresó a una canción que habían grabado por primera vez en la sesión de Janice largo 's mostrar en Radio 1 de agosto de 1986, "Talulah Gosh".  Elizabeth Precio a la izquierda hacia el final del año para formar The Carousel con Razorcuts frontman Gregory Webster , y dando a conocer el 30 de mayo de 1987, la primera en presentar el reemplazo Eithne Farry (voz, pandereta).  El sencillo fue menos caótico de sus ofertas anteriores, y un video  fue hecho por ella, que se tocó en The Chart Show, dando a la banda un poco de exposición general. 
El sencillo fue producido por Juan Ríos, al igual que el seguimiento "Bringing Up Baby", 
una canción pop sofisticado que reduce elemento "vacilante" de la banda 
hasta el punto de que el éxito de corriente parecía un posibilidad.  De hecho, The Primitives serían más tarde tomar precisamente esta ruta hacia el éxito - pero Talulah Gosh nunca hizo las listas nacionales.  El debut titulado irónicamente Rock Legends: Volumen 69 fue lanzado en octubre de 1987, la recopilación de pistas de los sencillos anteriores y sesiones de radio.
En enero de 1988 vio no sólo la publicación de "Bringing Up Baby", sino también la emisión de una segunda sesión de Radio 1 , esta vez para DJ John Peel. Lo que iba a ser el último sencillo de Talulah Gosh, un punk thrash titulado "Testcard Girl",  fue lanzado en mayo.  El grupo se dividió más tarde ese año.  Una colección de las sesiones de radio BBC fue emitido por Sarah Records en 1991, y una retrospectiva más completa fue lanzado el K Records en 1996. Una edición limitada EP de versiones parciales de programa, grabado en 1986, fue emitida para el Record Store Day en 2011, en la que señalan un nuevo álbum retrospectivo llamado Grrrr.  El 22 de julio de 2013, Amelia Fletcher anunció en su página de Facebook que el álbum, que ahora se llama Was it Just A Dream?, Sería lanzado en octubre de 2013. Fue lanzado junto con un set de DJ por Amelia Fletcher, Eithne Farry y Elizabeth Price en el club de Londres Scared To Dance.
Después de la escisión, Pedro se unió a Los Razorcuts , mientras que Amelia emitió un único sencillo en solitario, "Can you keep a secret?".  Amelia y Mathew Fletcher y Peter Momtchiloff reagruparon como Heavenly a finales de 1989 con Cathy Rogers, Robert Pursey y Dick Edwards. Después de la desintegración de los Razorcuts, Chris y Eithne forman Saturn V con Gregory Webster .

## Discografía

### Sencillos
- "I Told You So" (flexidisco, 1986) (given away with fanzines Are You Scared To Get Happy? No. 3 and Trout Fishing In Leytonstone No. 3)
- "Beatnik Boy" (sencillo, 1986)
- "Steaming Train" (single, 1986)
- "Talulah Gosh" (single, 1987)
- "Bringing Up Baby" (single, 1987)
- "Testcard Girl" (single, 1988)
- "Demos EP" (single, 2011 - recorded 1986)

### Compilaciones
- Rock Legends: Volume 69 (compilaciones de sencillos, 1987/8 - relanzado en 1991 como Talulah Mania)
- They've Scoffed the Lot (sesiones de radio, 1991)
- Backwash (grabaciones completas en vivo, 1996)
- Was It Just a Dream? (version extendida de Backwash añadiendo demos, 2013)